# Катина Паксино
Катина Паксино (на гръцки: Κατίνα Παξινού) е гръцка актриса. 

## Биография
Екатерини Константопулу е родена на 17 декември 1900 година в Пирея, Гърция. Тя е дъщеря на Василис Константопулос и Елени Маландрину.  Обучава се за оперна певица в „Conservatoire de Musique de Genève“ в Женева, а по-късно в Берлин и Виена. В нейната биография Афиша от 1942 г. тя споменава, че семейството и се отрича от нея, след като тя решава да търси постоянна сценична кариера.

### Кариера
Паксину дебютира в Общинския театър на Пирея през 1920 г. в оперната версия на „Сестрата Беатрис“ на Морис Метерлинк, с партитура на Димитри Митропулос. За първи път тя се появява в пиеса през 1928 г., като член на трупата на Марика Котопули, в атинска постановка на „Голата жена“ на Анри Батайл. През 1932 г. Паксину е сред актьорите, които откриват възстановения Национален театър на Гърция, където работи до 1940 г. По време на престоя си в Народния театър тя се отличава на гръцка сцена с участието си в големи пиеси, като „Електра“ на Софокъл, „Призраците“ на Хенрик Ибсен и „Хамлет“ на Уилям Шекспир, които също са изпълнявани в Лондон, Франкфурт на Майн и Берлин. Когато започва Втората световна война, Паксину изпълнява концерти в Лондон. Неспособна да се върне в Гърция, тя емигрира през май 1941 г. в Съединени американски щати, където по-рано се появява през 1931 г., изпълнявайки Клитемнестра в съвременна гръцка версия на „Електра“.
Избрана е за ролята на Пилар във филма „За кого бие камбаната“ (1943), за който печели Оскар за най-добра поддържаща женска роля и Златен глобус за най-добра поддържаща актриса. Тя заснема и един британски филм „Чичо Сайлъс“ (1947), в който участва Джийн Симънс в главната женска роля и работи в Италия за 20th Century Fox, като играе майката на персонажа на Тайрън Пауър в „Принцът на лисиците“ (1949) реежисиран от Хенри Кинг. След този филм Паксину работи още веднъж за холивудско студио, като отново играе циганка в религиозния епос „Чудото“ (1959).
През 1950 г. Паксину възобновява сценичната си кариера в родната си Гърция в Кралския театър в Атина с Алексис Минотис, неин главен режисьор и съпруг от 1940 година. Тя става натурализиран гражданин на САЩ през 1951 г. След това се фокусира върху сценичната си кариера и се появява в редица европейски филми, включително „Роко и неговите братя“ (1960) на Лукино Висконти.

### Смърт
Катина Паксино умира след дълга битка с рака в Атина на 22 февруари 1973 г. на възраст 72 години.  Тленните й останки са погребани на Първото гробище в Атина.

## Избрана филмография
| година | филм                  | оригинално заглавие     | роля                   | режисьор        |
| ------ | --------------------- | ----------------------- | ---------------------- | --------------- |
| 1943   | За кого бие камбаната | For Whom the Bell Tolls | Пилар                  | Сам Ууд         |
| 1955   | Мистър Аркадин        | Mr. Arkadin             | Софи Радзвеиц Мартинес | Орсън Уелс      |
| 1960   | Роко и неговите братя | Rocco e i suoi fratelli | Розария Паронди        | Лукино Висконти |